# Куля Михайло Васильович
Миха́йло Васи́льович Ку́ля (нар. 28 жовтня 1993 — пом. 17 червня 2014) — солдат 15-го окремого гірсько-піхотного батальйону Збройних сил України, учасник російсько-української війни.

## Життєпис
Народився 28 жовтня 1993 року в селі Сімер Перечинського району Закарпатської області. З 10 лютого 2004 року навчався у загальноосвітній школі-інтернат міста Перечин Перечинського району Закарпатської області, у якій закінчив 9 класів у 2008 році. У лютому 2011 року закінчив Перечинський професійний ліцей.
З 18 січня 2012 року проходив військову службу за контрактом у 15-му окремому гвардійському гірсько-піхотному Севастопольському ордена Богдана Хмельницького батальйоні 128-ї окремої гвардійської гірсько-піхотної Туркестансько-Закарпатської двічі ордена Червоного Прапора бригади Сухопутних військ Збройних Сил України (військова частина А1778, місто Ужгород Закарпатської області).
З весни-літа 2014 року брав участь в антитерористичній операції на Сході України.
17 червня 2014 року солдат Куля загинув у бою з російсько-терористичними угрупуваннями в районі м. Щастя Луганської області. Разом з ним загинули молодший сержант Попадинець та солдат Мартин.
Похований 21 червня 2014 року на кладовищі у рідному селі Сімер.
Залишились дружина та донька.

## Нагороди та вшанування
- 26 липня 2014 року — за особисту мужність і героїзм, виявлені у захисті державного суверенітету та територіальної цілісності України, вірність військовій присязі під час російсько-української війни, відзначений — нагороджений орденом «За мужність» III ступеня (посмертно)[2][3].
- 17 жовтня 2017 року встановлено меморіальну дошку на стінах Перечинського ліцею[4].